# Amandine Buchard
Amandine Buchard, född 12 juli 1995, är en fransk judoutövare.
Buchard tog silver i halv lättvikt vid olympiska sommarspelen 2020 i Tokyo efter att ha förlorat mot Uta Abe i finalen.  Hon började OS med att besegra Tetiana Levytska-Shukvani i åttondelsfinalen, Park Da-sol i kvartsfinalen och därefter Fabienne Kocher i semifinalen. Buchard var även en del av Frankrikes lag som tog guld i den mixade lagtävlingen.
Vid olympiska sommarspelen 2024 på hemmaplan tog Buchard brons efter att ha förlorat semifinalen mot blivande mästaren Diyora Keldiyorova.